# Beta Scuti
Désignations
Beta Scuti (β Sct, β Scuti) est une étoile binaire de la constellation de l'Écu de Sobieski. Sa magnitude apparente est de +4,22. D'après la mesure de sa parallaxe annuelle par le satellite Hipparcos, le système est situé à environ 280 pc (∼913 al) de la Terre. Il se rapproche du Système solaire à une vitesse radiale de −21,3 km/s.
Beta Scuti est une binaire spectroscopique avec une période orbitale de 834 jours (soit 2,3 ans) et avec une excentricité de 0,35,. L'étoile primaire est une géante lumineuse jaune de type spectral G4IIa. Elle est environ 1 270 fois plus lumineuse que le Soleil et sa température effective est de 4 622 K. 

## Désignations
β Scuti était auparavant connue en tant que 6 Aquilae. En effet, John Flamsteed ne reconnaissait pas l'Écu comme une constellation à part entière et inclut plusieurs de ses étoiles dans la constellation de l'Aigle. La désignation « β Scuti » fut attribuée à l'étoile non pas par Bayer (qui vécut avant qu'Hevelius ne créé la constellation) mais ultérieurement par Benjamin Gould en 1879,.